# 弗龙通
弗龙通（法語：Fronton，法語發音：[fʁɔ̃tɔ̃] ⓘ）是法国上加龙省的一个市镇，属于图卢兹区。

## 地理
弗龙通（43°50'25"N, 1°23'22"E）面积45.79 平方千米，位于法国奧克西塔尼大區上加龙省，该省份为法国西南部内陆省份，西南端与西班牙接壤，自此顺时针与上比利牛斯省、热尔省、塔恩-加龙省、塔恩省、奥德省和阿列日省接壤。
与弗龙通接壤的市镇（或旧市镇、城区）包括：奥尔格伊、康普萨、卡纳勒、法巴、格里索勒、诺伊克、蓬皮尼昂、布洛克、卡斯泰尔诺-代斯特雷特丰、维洛德里克、塔恩河畔维勒米尔。

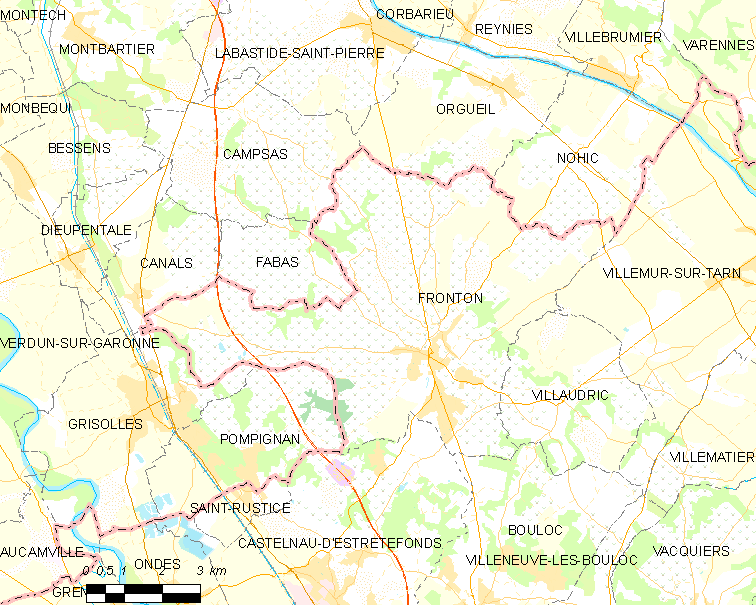
弗龙通的OSM定位图

弗龙通的时区为UTC+01:00、UTC+02:00（夏令时）。

## 行政
弗龙通的邮政编码为31620，INSEE市镇编码为31202。

## 政治
弗龙通所属的省级选区为塔恩河畔维勒米尔县。

## 人口

1962-2008年间弗龙通人口变化图示

弗龙通于2022年1月1日时的人口数量为6664人。

## 图集

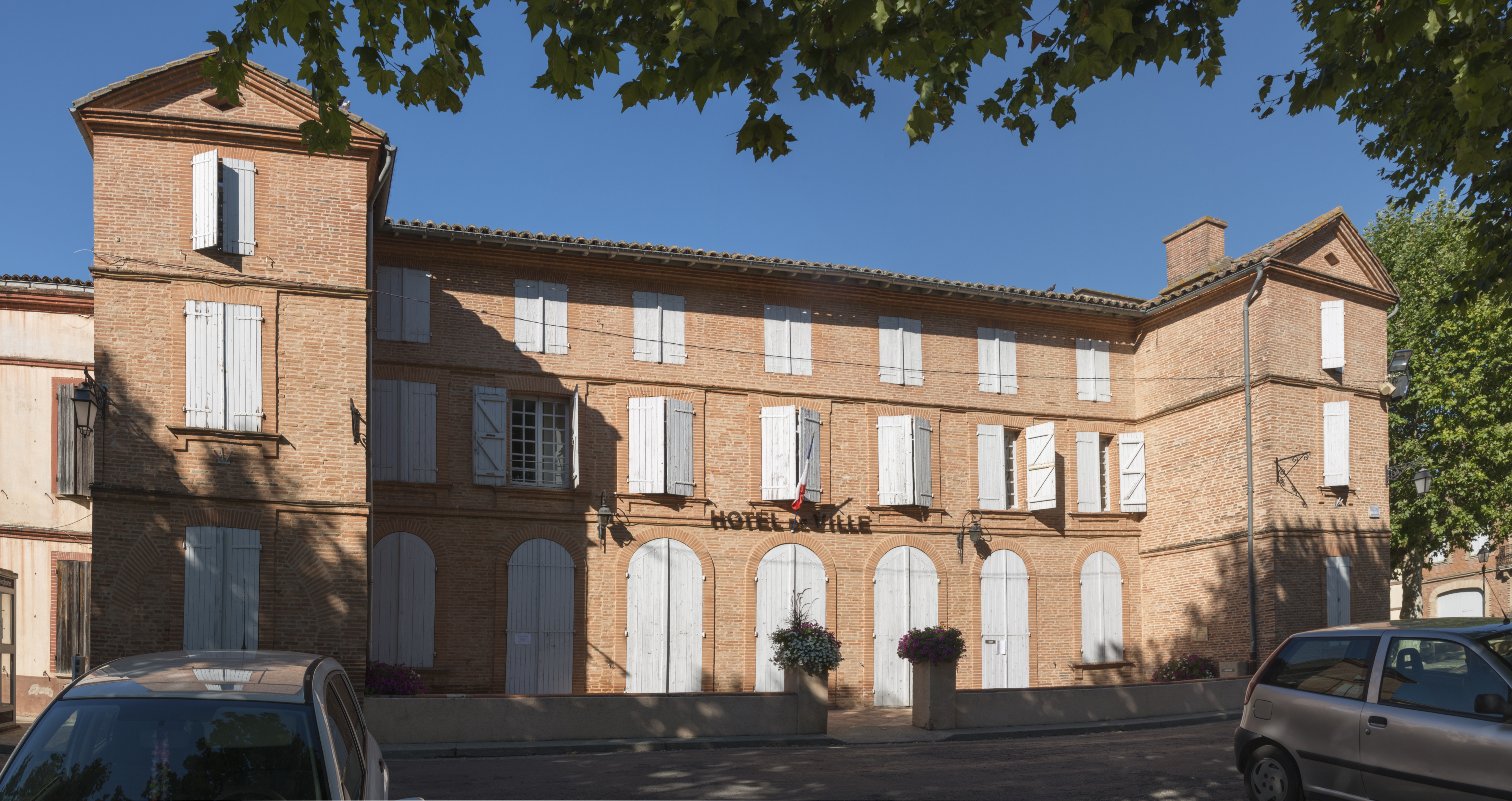
市政厅
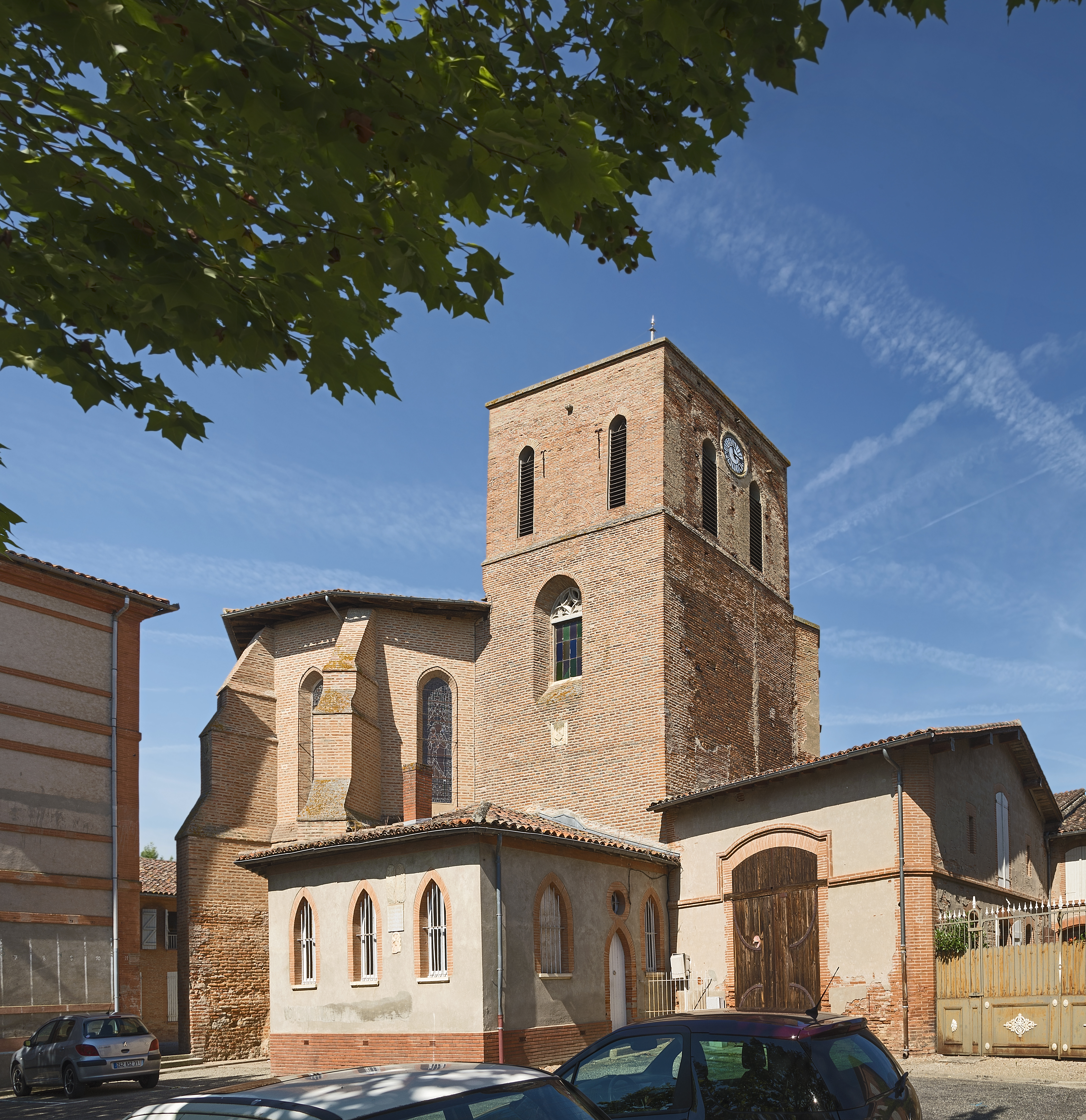
教堂
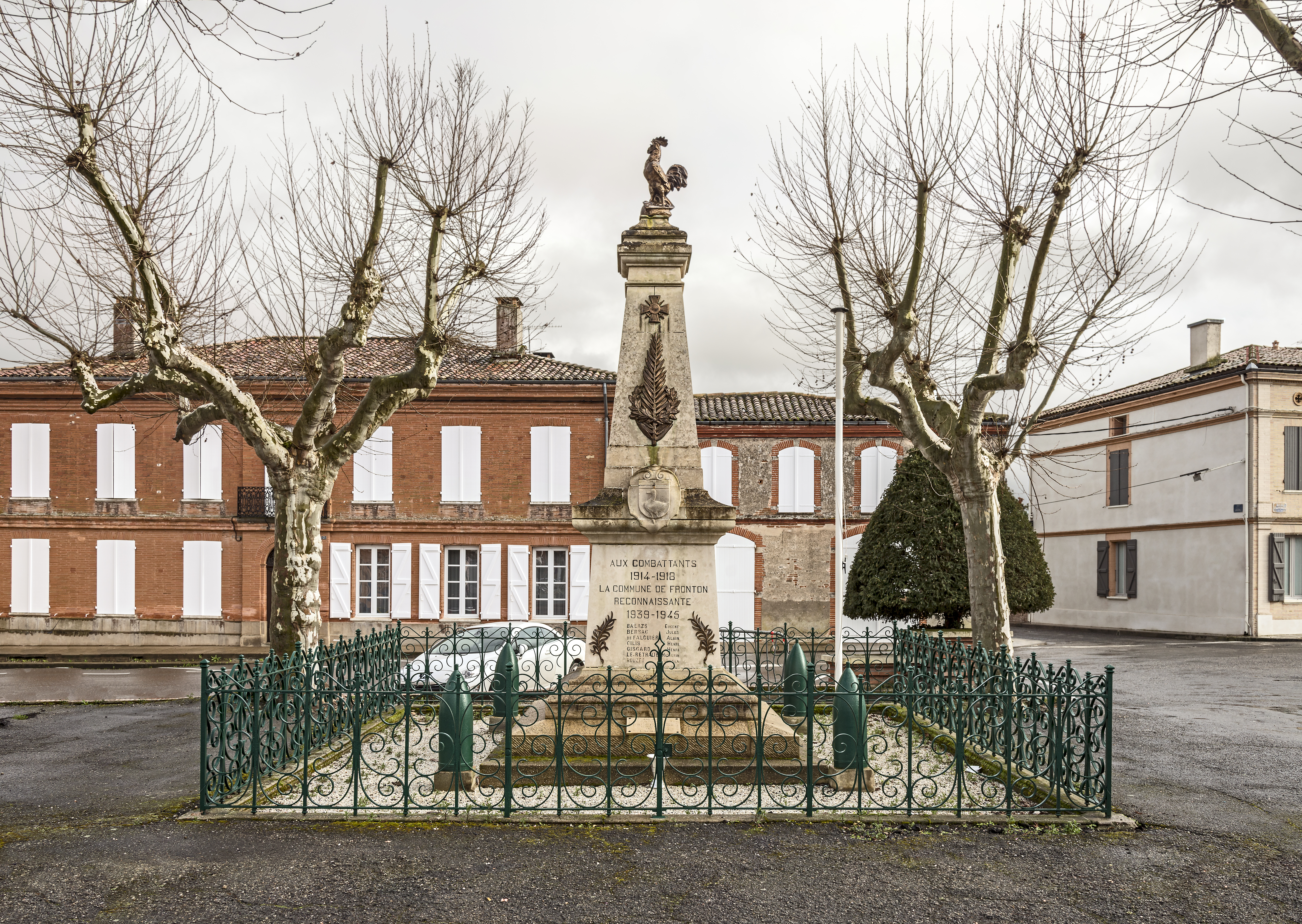
战争纪念碑